# Pokrajina Asti
Pokrajina Asti (v italijanskem izvirniku Provincia di Asti, izg. Provinča di Asti) je ena od osmih pokrajin, ki sestavljajo italijansko deželo Piemont. Meji na severu s pokrajino Torino, na vzhodu s pokrajino Alessandria, na jugu z deželo Ligurija in na zahodu s pokrajino Cuneo.

## Večje občine
Glavno mesto je Asti, ostale večje občine so (podatki l. 2010):
| Mesto              | Prebivalcev |
| ------------------ | ----------- |
| Asti               | 75.910      |
| Canelli            | 10.628      |
| Nizza Monferrato   | 10.388      |
| San Damiano d'Asti | 8.465       |
| Costigliole d'Asti | 5.981       |
| Villanova d'Asti   | 5.341       |

## Naravne zanimivosti
Ena od zanimivosti pokrajine Asti je gotovo naravoslovni muzej v Naravnem rezervatu Valleandona. Na ogled so fosili iz pliocena, in sicer nosorogi, mamut, velikanski bivol, delfin in kit, vsi iz te predalpske pokrajine. Prvega nosoroga so izkopali leta 1880, ostale fosile pa postopoma v naslednjih letih. Kita so odkrili leta 1993 in njegova prisotnost v današnjem Piemontu nudi zgovorno predstavo ozemlja pred tremi milijoni let: ne predalpska pokrajina, pač pa oceanska obala s tropskim podnebjem.
Seznam zaščitenih področij v pokrajini:
- Krajinski park Rocchetta Tanaro (Parco naturale di Rocchetta Tanaro)
- Naravni rezervat Valleandona - Val Botto (Riserva naturale speciale della Valleandona e della Val Botto)
- Naravni rezervat Val Sarmassa (Riserva naturale speciale della Val Sarmassa)

## Zgodovinske zanimivosti
Pokrajina se nahaja v krajih, ki so jih morali prepotovati Genoveški trgovci, ki so hodili na sever po opravkih, zato se je tod razvilo bančništvo že v enajstem stoletju. Leta 1141 je mesto Asti prejelo cesarjevo dovoljenje, da kuje lasten denar, kar je kmalu privedlo do posojilnic: bankirji so posojali denar proti zastavi imetja. Da bi se izognili obtožbe oderuštva, so zaščitili svoje delovanje s privilegijem, ki jim ga je podelil leta 1225 Ludvik VIII. Francoski. Ker so bili prebivalci današnje pokrajine Asti po vsej Evropi znani kot Lombardi, se posojilo proti zastavi imetja (danes v glavnem vrednostnih papirjev) še vedno imenuje lombardni kredit.